# Clytos de Milet
Pour les articles homonymes, voir Clytos.
Clytos de Milet (en grec ancien Κλυτός ὁ Μιλήσιος) est un philosophe grec, aristotélicien de l’école du Lycée.
Le seul auteur antique à le citer est l'encyclopédiste Athénée de Naucratis, dans ses Deipnosophistes ; il cite de lui un livre Sur Milet ou Histoire de Milet : « Clytos l'aristotélicien, affirme dans son livre Sur Milet que Polycrate, tyran de Samos, se laissa tellement dominer par le luxe qu'il voulut posséder les animaux caractéristiques de chaque contrée ... » ; « Clytos de Milet, disciple d'Aristote, écrit au livre 1 de son Histoire de Milet :  Il y a dans l'île de Leros, près du temple de Minerve, des oiseaux qu'on appelle méléagrides; l'endroit où on les nourrit est marécageux ... ».